# Acuerdo Marco Internacional
Un Acuerdo Marco Internacionales (AMI) es un acuerdo firmado entre un sindicato mundial y una empresa multinacional con el fin de establecer mecanismos que permitan el cumplimiento de los estándares laborales mínimos en todas las plantas que esa empresa posea en el mundo, y muchas veces también en las empresas sub-contratistas y tercerizadas.

## Origen y características
Es una expresión embrionaria de una negociación colectiva supranacional, consecuencia a su vez de aceptar el diálogo social como forma básica de resolver los conflictos laborales.
Los primeros AMIs fueron firmados en la década de 1980, pero es recién en la década 1990-2000 que comienzan a multiplicarse. 
Hasta el año 2005 se habían firmado 34 AMIs:
- ICEM con STATOIL
- ICEM con FREUDENBERG
- ICEM con ENDESA
- ICEM con NORSKE SKOG
- ICEM con ANGLOGOLD
- ICEM con ENI
- ICEM con SVENSKA CELLULOSA AKTIEBOLAGET (SCA)
- ICEM con LUKOIL

- ICM con Ikea
- ICM con FABER-CASTELL
- ICM con HOCHTIEF
- ICM con SKANSKA
- ICM con BALLAST NEDAM
- ICM con IMPREGILO

- FITIM con MERLONI ELETTRODOMESTICI
- FITIM con VOLKSWAGEN
- FITIM con DAIMLERCHRYSLER
- FITIM con LEONI
- FITIM con GEA
- FITIM con SKF
- FITIM con RHEINMETALL
- FITIM con BOSCH
- FITIM con PRYM
- FITIM con RENAULT

- UITA con ACCOR
- UITA con DANONE
- UITA con CHIQUITA
- UITA con Fonterra
- UITA con CLUB MEDITERRANEE

- UNI con TELEFONICA
- UNI con CARREFOUR
- UNI con OTE
- UNI con ISS
- UNI con H&M

Los AMIs no deben confundirse con los Códigos de Conducta de las empresas con los que guardan similitudes.